# کوپال ناظمی
کوپال ناظمی (زاده ۲ اردیبهشت ۱۳۶۶ در  تهران) داور فوتبال اهل ایران است. او اصالتی گیلانی دارد و اهل شهر دیلمان از توابع شهرستان سیاهکل است وی در سال ۱۳۷۹ داوری را شروع کرده و از سال ۱۳۸۵ با اخذ درجه ملی به قضاوت در لیگ دسته دو و لیگ آزادگان مشغول شد؛ وی از سال ۱۳۹۵ نیز حضور در لیگ برتر را آغاز کرده‌است. 
تنها صفحه ی کوپال ناظمی در ایسنتاگرام که به تازگی ساخته شده است. 
https://www.instagram.com/koopalnazemi?igsh=MWVnbHh1OWFmaXVsZg==

## زندگی شخصی
گلاره ناظمی داور نام آشنای فوتسال خواهر کوپال ناظمی است و به پیشنهاد برادرش وارد حرفه داوری شده است.